# Adam Wąsowicz
Adam Wąsowicz (zm. około 1617), papiernik polski, działający w Lublinie.
Był przedstawicielem trzeciego pokolenia papierników lubelskich, jako wnuk Jana Fajfera i syn Tomasza Wąsa. Przejął papiernię od matki, Elżbiety z Fajferów, która zarządzała zakładem od śmierci Tomasza Wąsa około 1580. Podobnie jak w czasie dzierżawy zakładu przez ojca, za Wąsowicza papiernia dobrze prosperowała i przynosiła godne dochody. Adamowi Wąsowiczowi udało się zachować wysokość czynszu płaconego przez ojca – 20 grzywien i 4 ryzy papieru na rzecz zamku starościńskiego w Lublinie – ale dewaluacja pieniądza sprawiła, że wartość ryzy papieru wzrosła z 36 do 45 groszy.
Na czas dzierżawy papierni przez Adama Wąsowicza (w lustracji z 1602 określonego jako "Adam Papiernik, syn Tomasza Wąsa") przypadła istotna zmiana w stosunkach prawnych: młyn papierniczy, razem z wsią Tatary, na obszarze której był położony, przeszedł z uposażenia starostwa lubelskiego do kasztelanii lubelskiej. W efekcie w 1607 zmienił się znak wodny na papierze produkowanym w Lublinie, jako że herb starostów lubelskich Tęczyńskich Topór zastąpiony został herbem Lewart, którym pieczętowali się Firlejowie. Zmiana ta pozwoliła na rozróżnienie papieru z zakładu lubelskiego od papieru produkowanego w Krzeszowicach, prywatnej papierni Tęczyńskich, również opatrzonego herbem Topór.
Adam Wąsowicz prawdopodobnie był dwukrotnie żonaty. Zmarł około 1617. Prowadzenie papierni przejął jego syn z pierwszego małżeństwa Michał Wąsowicz, zwany Straszem.